# Groß-Rohrheim
Groß-Rohrheim település Németországban, Hessen tartományban. Lakosainak száma 3666 fő (2023. december 31.).

## Népesség
A település népességének változása:
| Lakosok száma | 3768 | 3747 | 3714 | 3724 | 3698 | 3666 |
|               | 2015 | 2017 | 2019 | 2021 | 2022 | 2023 |